# Valentin Guțu
Valentin Guțu (n. 14 septembrie 1942, Horodiște, România – d. 3 septembrie 1998, Chișinău, Republica Moldova) a fost un luptător de sambo și judocan sovietic și moldovean, campion și medaliat al campionatelor de sambo din URSS, medaliat al campionatului european de judo, „Antrenor onorat” al Republicii Moldova și vicepreședinte al Comitetului Național Olimpic al Moldovei.
În 1967, la Minsk, a devenit campionul URSS la sambo (categoria greutății: +100 kg). În 1971, a luat argintul la Spartakiada Popoarelor URSS din Moscova. În același an, a devenit vicecampion al Europei și a câștigat, de asemenea, o medalie de argint în competiția de judo pe echipe la campionatul mondial din Germania. După sfârșitul carierei sale sportive, a antrenat tinerii.
În Chișinău se găzduiește anual un turneu în memoria sportivului.

## Realizări sportive
- Campionatul URSS la sambo din 1967:
- Campionatul URSS la sambo din 1970:
- Spartakiada URSS de vară din 1971:
- Campionatul URSS la sambo din 1972:
- Campionatul URSS la sambo din 1973: